# Garrotxes d'Empordà
Garrotxes d'Empordà és un territori a ponent de l'Alt Empordà. També se l'anomena Garrotxa d'Empordà i Terrafort d'Empordà. Se situa al nord del Fluvià, a les capçaleres dels rius Muga, Arnera i Ricardell.
Inclou els municipis d'Albanyà, Avinyonet de Puigventós, Biure, Boadella i les Escaules, Cabanelles, Cistella, Lledó d'Empordà, Llers, Navata, Ordis, Pont de Molins, Sant Llorenç de la Muga, Terrades, Vilafant i Vilanant. N'hi ha que consideren que la Garrotxa d'Empordà arriba fins al Roc de Fraussa i les Salines, de manera que els municipis de Maçanet de Cabrenys i el de Darnius també en formen part, aquest últim al sector de terraprims d'aquesta Garrotxa empordanesa. Afegint-hi la Vajol, el territori coincideix amb el de l'actual Consorci Salines Bassegoda.